# Falxcornus liui
Falxcornus liui — викопний вид безщелепних риб вимерлого класу галеаспід (Galeaspida), що існував у девонському періоді. Описаний у 2022 році. Викопні рештки риби виявлені у Китаї.

## Назва
Родова назва Falxcornus походить від латинських слів falx — «серп» та cornu — «ріг». Це посилання на серпоподібний комплекс рогового і внутрішньорогового відростків. Видова назва дана на честь професора Югая Лю (Yuhai Liu), який знайшов типовий зразок у травні 1980 року і є першою людиною, яка вивчила галеаспід.

## Рештки
Скам'янілі рештки риби виявлено у відкладеннях формації Сішаньцунь у місті Цюйцзін провінції Юньнань на півдні Китаю. Матеріал включає один майже повний головний панцир та його відбиток. Зразок зберігається в колекції Інституту палеонтології хребетних і палеоантропології (IVPP) Китайської академії наук, Пекін.

## Опис
Таксон має набір діагностичних ознак Eugaleaspiformes і разюче нагадує триденсаспід Tridensaspis і Pterogonaspis серпоподібним комплексом рогових і внутрішніх рогових відростків, листоподібними внутрішніми роговими відростками та медіальним дорсальним отвором, розміщеним ззаду на рівні з центром орбітального отвору. Однак, він чітко відрізняється від цих родів відсутністю рострального відростка і латерально виступаючими роговими відростками.